# Théâtre métropolitain José Gutiérrez Gómez
Le théâtre métropolitain José Gutiérrez Gómez est un théâtre situé à Medellín, en Colombie, dans le quartier de l'Alpujarra. L'une des principales scènes de la ville, il offre un programme varié pendant l'année.

## Historique
Ce théâtre métropolitain a été inauguré en 1987. Il peut contenir jusqu'à 1 634 personnes et dispose d'un espace pour accueillir des élèves et des répétitions. Il est le siège de l'Étude polyphonique de Medellín (es) et de l'Orchestre philharmonique de Medellín (es).